# Møns Klint
Koordinaten: 54° 57′ 51″ N, 12° 33′ 8″ O
Der Kreidefelsen Møns Klint ist die höchste Steilküste an der dänischen Ostseeküste. Sie ist seit dem Jahr 2025 Bestandteil der Liste des UNESCO-Welterbes.

## Geografisch-geologische Beschreibung
Die Küstenklippe liegt im Osten der Ostseeinsel Møn. Die Kalksteinwand ist 6 km lang und bis zu 128 m hoch. Der höchste Punkt im Hinterland hat eine Höhe von 143 m. Die das Kliff bildende Kreide entstand vor rund 70 Millionen Jahren (Obere Kreidezeit) auf dem Grund eines Meeres. Die Kreide besteht überwiegend aus den Überresten der Kalkschalen mikroskopisch kleiner Algen (Coccolithen), die das urzeitliche Meer bevölkerten. Auffällig sind die zahlreichen sich im Profil der Steilküste abzeichnenden schwarzen Feuersteinbänder. Unter den zahlreichen in der Oberen Kreidezeit vorkommenden Fossilien, die man am Fuß der Steilküste aber auch an den umliegenden Stränden finden kann, liegen einige in Feuersteinerhaltung vor (z. B. die häufig vorkommenden Steinkerne von Seeigeln).

## Umgebung
Das Land oberhalb der Klippe ist eine einzigartige Sammlung verschiedener Biotope. Die Kombination aus kalkhaltigem Boden, dem trockenen Lokalklima und der eingeschränkten Landwirtschaft, die vor allem aus Weidewirtschaft besteht, ermöglichen eine artenreiche Landschaft, wie sie wohl vor der Industrialisierung der Landwirtschaft bestand.

## Kreidestürze
Die Klippe ist eine der Hauptsehenswürdigkeiten der Insel Møn. An mehreren Stellen führen Treppen hinunter zum Wasser. Als eigene kleine Touristenattraktion gilt die 497 Stufen lange Haupttreppe, die vom GeoCenter zu den Klippen hinabführt. Der Abstieg und der Aufenthalt am Strand ist jedoch nicht ungefährlich, da immer wieder größere Stücke aus der Steilwand herausbrechen.
Alleine im 20. Jahrhundert wurden fünf große Brüche gezählt:
- 1905 stürzte ein Drittel des Schlossparks Liselund in die See.
- 1914 wurden große Teile des nördlichen „Königinnenstuhls“ (Dronningestolen) weggespült.
- 1952 bildete sich eine 500 Meter lange Halbinsel, als Dutzende Tonnen Kreide, Lehm und Kiesel von Vitmunds Nakke und Puggards Klint abgingen.
- 1980 verschwand ein großer Teil der nördlichen „Sommerspitze“ (Sommerspiret) im Meer, 1988 der Rest.
- Im Januar 2007 gab es einen massiven Kreidesturz, der rund um den „Großen Redner“ (Store Taler) 500.000 Tonnen Kreide abstürzen ließ. Dies war der schwerste Absturz seit 50 Jahren.

## Møns Klint in der Kunst
Møns Klint war besonders im Goldenen Zeitalter Dänemarks (Dänisch: den danske guldalder), einer Epoche hoher kultureller Blüte, immer wieder beliebtes Objekt der dänischen Landschaftsmaler. Viele Künstler malten – darunter einige mehrfach – die Kreideklippe aus verschiedenen Perspektiven, zu verschiedenen Tageszeiten und unter sehr unterschiedlichen Lichtverhältnissen.

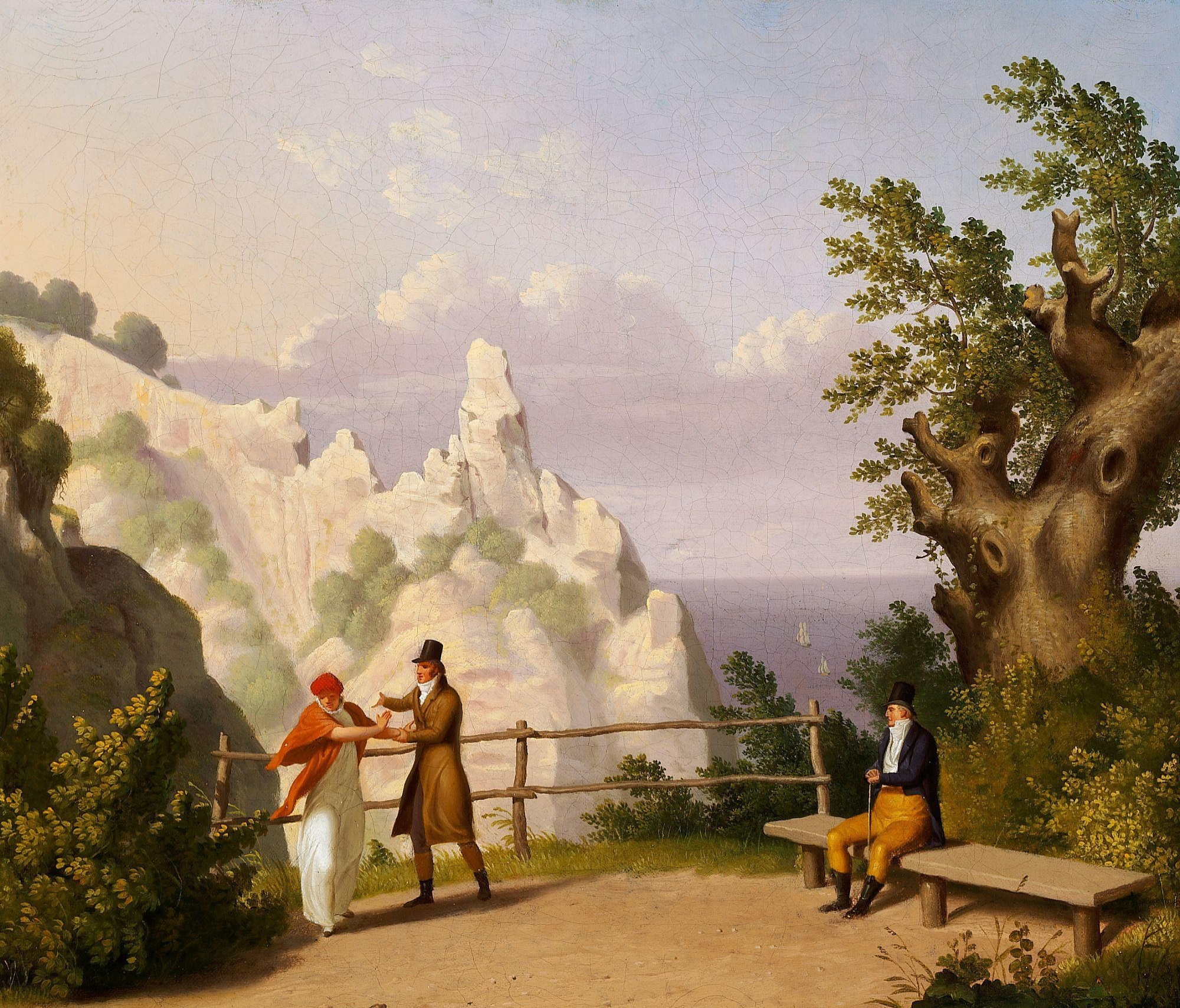
Udsigt af Møns Klint og Sommerspiret (1809), Christoffer Wilhelm Eckersberg (1783–1853)
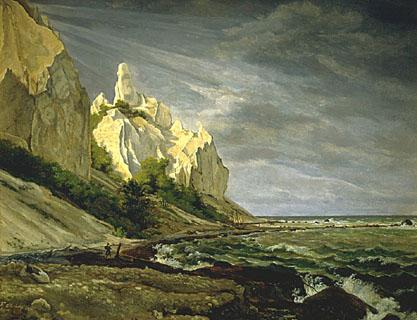
Parti fra Møns Klint med Sommerspiret (1830), Frederik Hansen Sødring (1809–1862)
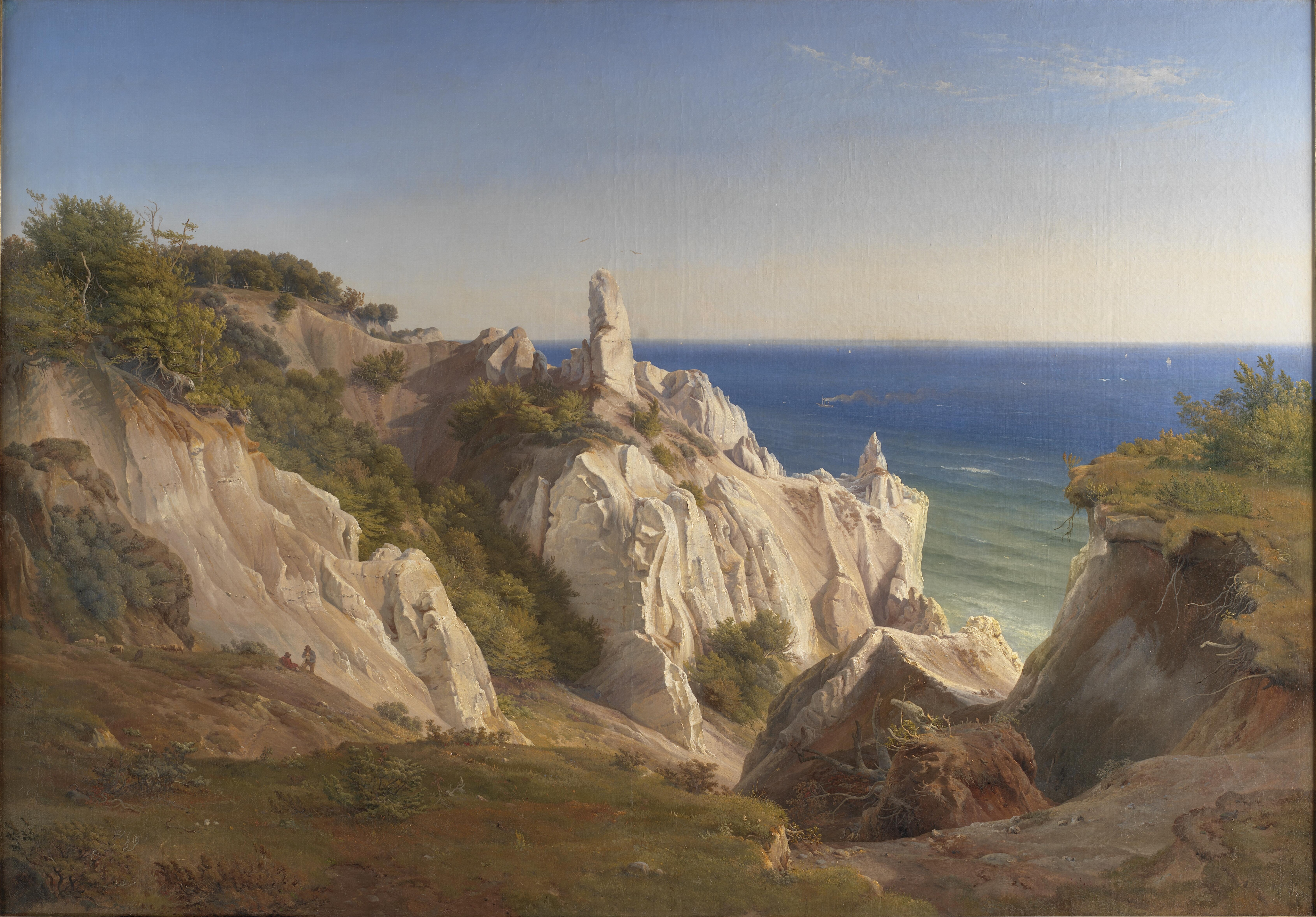
Sommerspiret (1842), Louis Gurlitt (1812–1897)
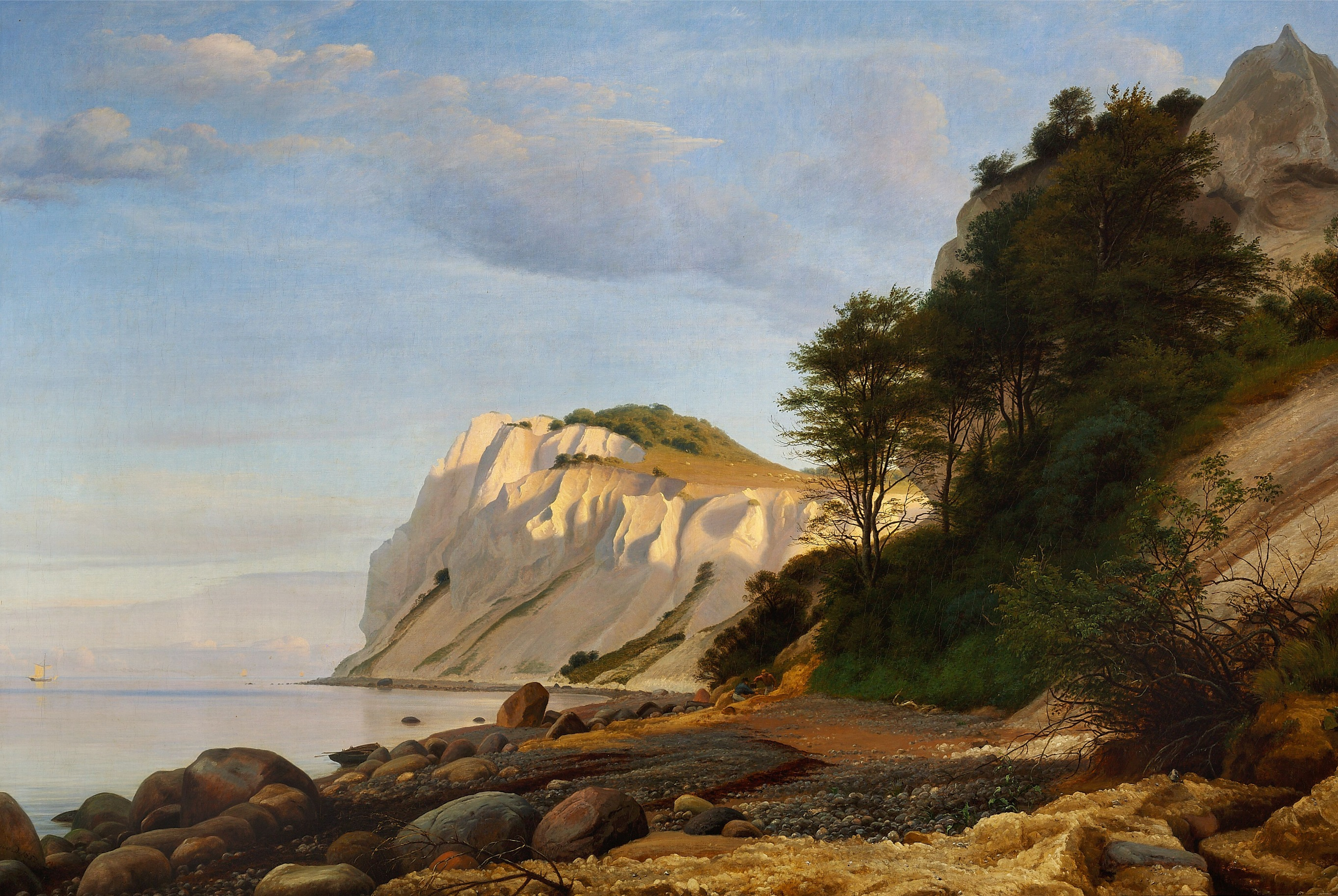
Parti fra Møns Klint (1852), Peter Christian Skovgaard (1817–1875)
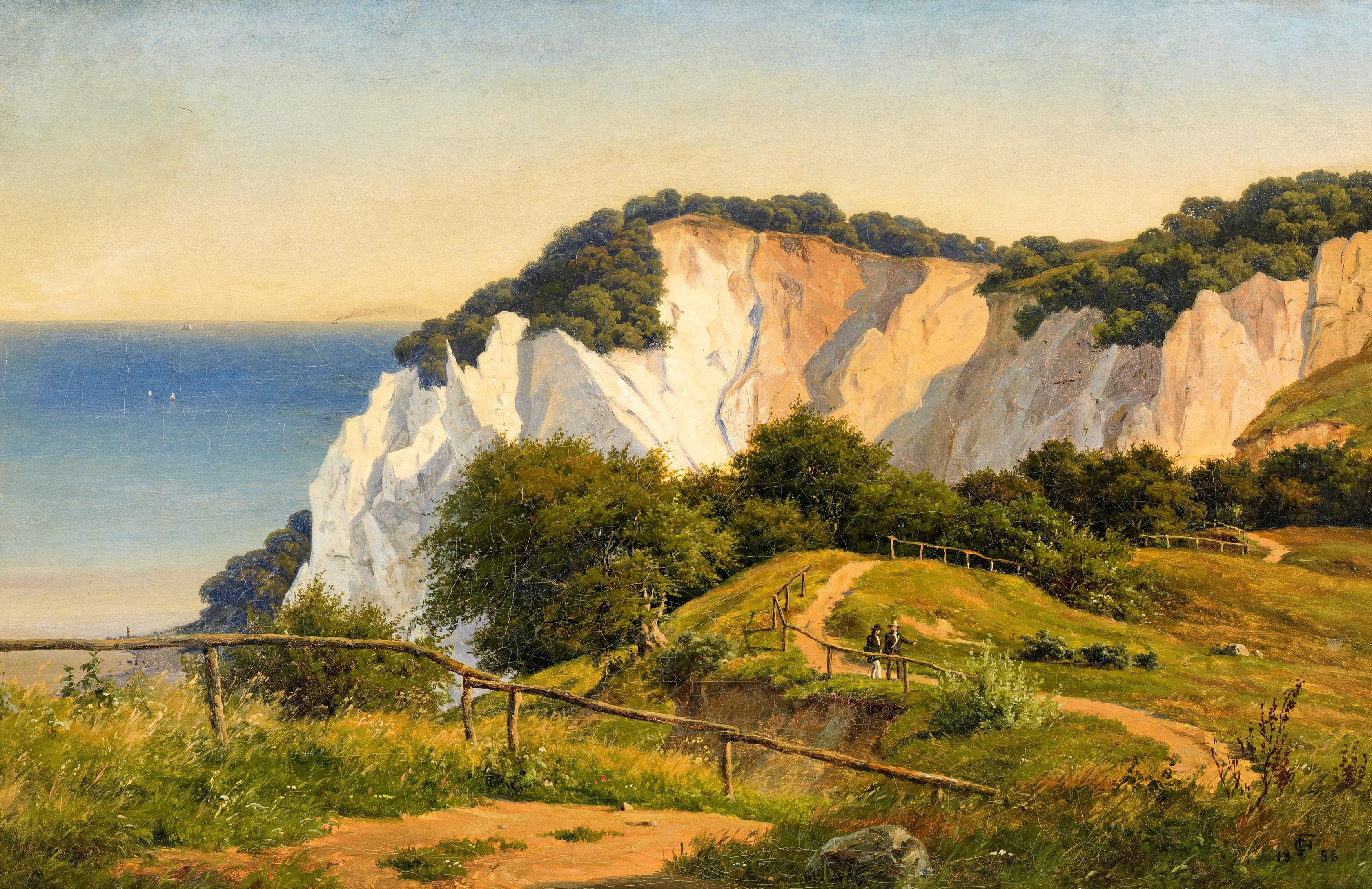
Sommerdag vid Møns Klint (1857), Carsten Henrichsen (1824–1897)
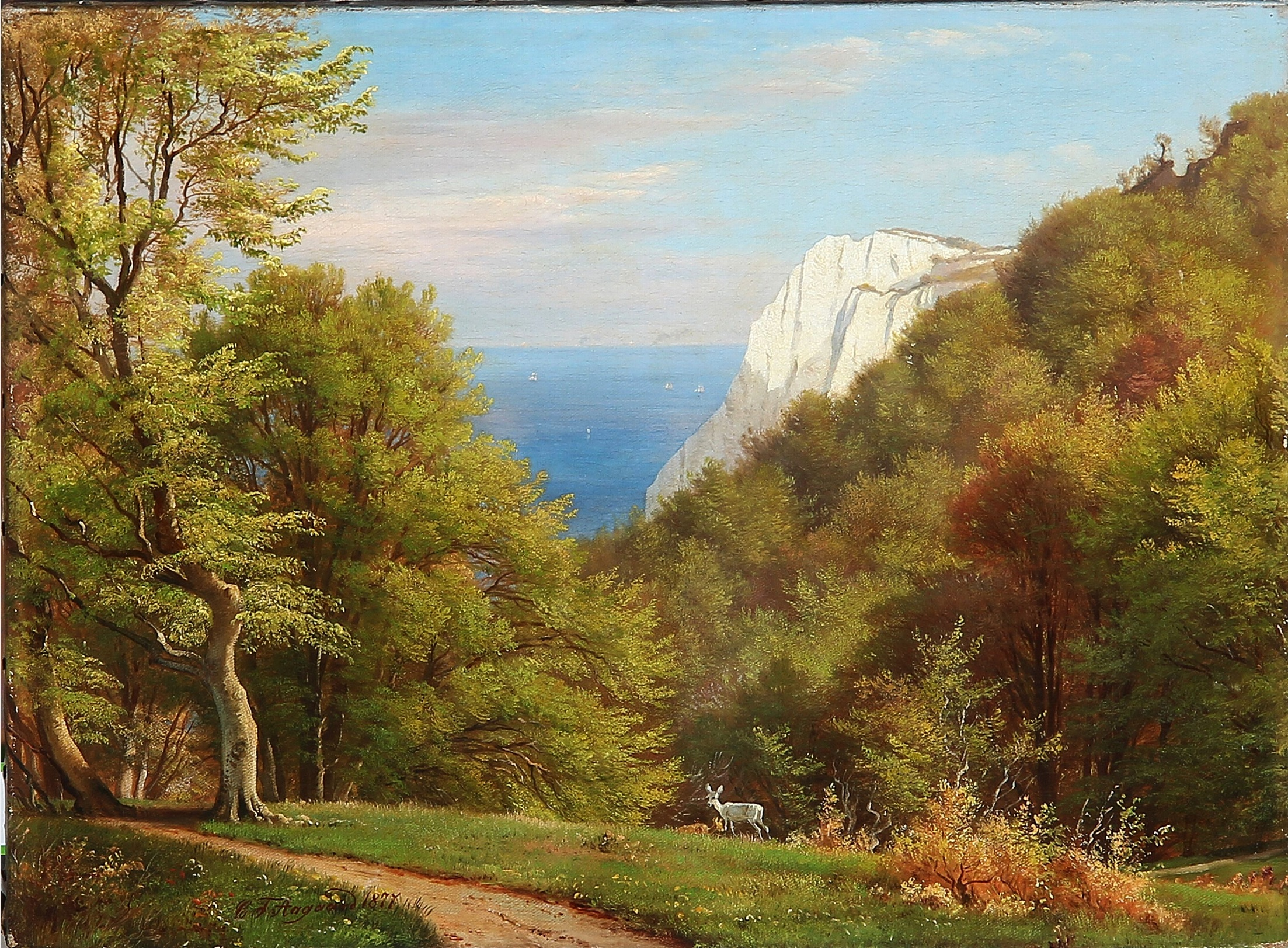
Sommerdag på Møns Klint (1877), Carl Frederic Aagaard (1833–1895)